# Coulonges-les-Hérolles
Pour les articles homonymes, voir Coulonges.
Coulonges-les-Hérolles (prononcé [kulɔ̃ʒ lez‿eʁɔl] ; dénommée Coulonges jusqu'au 1er janvier 2024) est une commune du Centre-Ouest de la France, située dans le département de la Vienne en région Nouvelle-Aquitaine.

## Géographie

### Localisation
Coulonges est la commune située la plus à l'est du département de la Vienne, aux confins du Poitou, du Berry et du Limousin. Elle est limitrophe des départements de l'Indre et de la Haute-Vienne.
La grande ville la plus proche de Coulonges est Limoges et se trouve à 64 km au sud à vol d'oiseau.

### Communes limitrophes
|                     | Lignac (Indre)                    |               |
| Thollet             | Coulonges                         | Tilly (Indre) |
| Brigueil-le-Chantre | Lussac-les-Églises (Haute-Vienne) |               |

### Hameaux et lieux-dits
Au lieu-dit les Hérolles se tient chaque 29 de mois une foire importante attestée dès le Moyen Âge.

### Hydrographie
Le territoire communal est arrosé par la rivière Benaize.

### Climat
Pour des articles plus généraux, voir Climat de la Nouvelle-Aquitaine et Climat de la Vienne.
Historiquement, la commune est exposée à un climat océanique limousin.  
En 2020, Météo-France publie une typologie des climats de la France métropolitaine dans laquelle la commune est exposée à un climat océanique altéré et est dans la région climatique  Poitou-Charentes, caractérisée par un bon ensoleillement, particulièrement en été et des vents modérés.
Pour la période 1971-2000, la température annuelle moyenne est de 11,4 °C, avec une amplitude thermique annuelle de 15 °C. Le cumul annuel moyen de précipitations est de 842 mm, avec 12,3 jours de précipitations en janvier et 7,3 jours en juillet. Pour la période 1991-2020, la température moyenne annuelle observée sur la station météorologique la plus proche, située sur la commune de Montmorillon à 22 km à vol d'oiseau, est de 12,5 °C et le cumul annuel moyen de précipitations est de 781,8 mm,. Pour l'avenir, les paramètres climatiques de la commune estimés pour 2050 selon différents scénarios d’émission de gaz à effet de serre sont consultables sur un site dédié publié par Météo-France en novembre 2022.

## Urbanisme

### Typologie
Au 1er janvier 2024, Coulonges-les-Hérolles est catégorisée commune rurale à habitat très dispersé, selon la nouvelle grille communale de densité à sept niveaux définie par l'Insee en 2022.
Elle est située hors unité urbaine et hors attraction des villes,.

### Occupation des sols
L'occupation des sols de la commune, telle qu'elle ressort de la base de données européenne d’occupation biophysique des sols Corine Land Cover (CLC), est marquée par l'importance des territoires agricoles (99,5 % en 2018), une proportion identique à celle de 1990 (99,5 %). La répartition détaillée en 2018 est la suivante : 
prairies (46,8 %), zones agricoles hétérogènes (41,6 %), terres arables (11,1 %), forêts (0,5 %). L'évolution de l’occupation des sols de la commune et de ses infrastructures peut être observée sur les différentes représentations cartographiques du territoire : la carte de Cassini (XVIIIe siècle), la carte d'état-major (1820-1866) et les cartes ou photos aériennes de l'IGN pour la période actuelle (1950 à aujourd'hui).

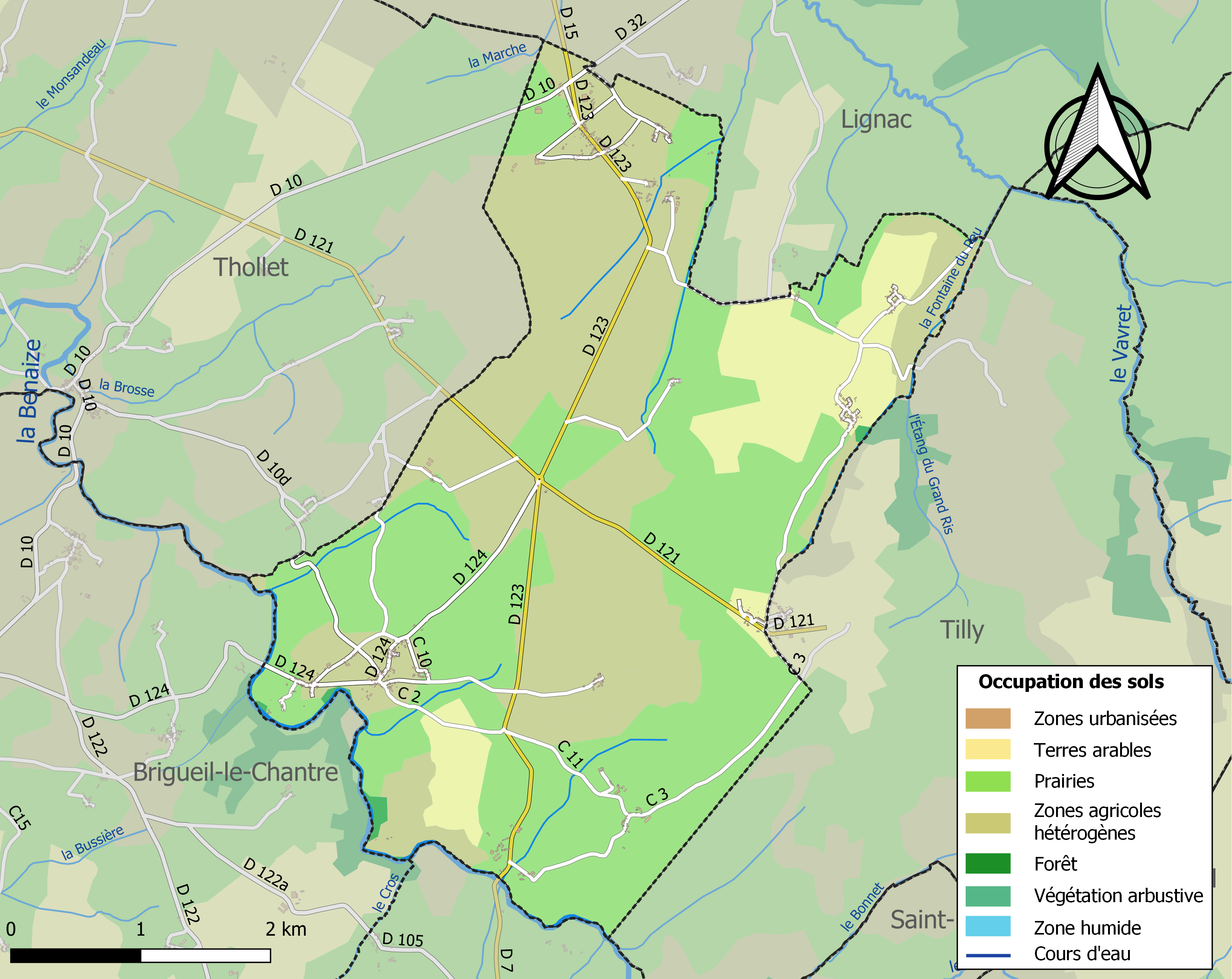
Carte des infrastructures et de l'occupation des sols de la commune en 2018 (CLC).

### Risques majeurs
Le territoire de la commune de Coulonges est vulnérable à différents aléas naturels : météorologiques (tempête, orage, neige, grand froid, canicule ou sécheresse), mouvements de terrains et séisme (sismicité faible). Il est également exposé à un risque technologique,  le transport de matières dangereuses, et à un risque particulier : le risque de radon. Un site publié par le BRGM permet d'évaluer simplement et rapidement les risques d'un bien localisé soit par son adresse soit par le numéro de sa parcelle.

#### Risques naturels

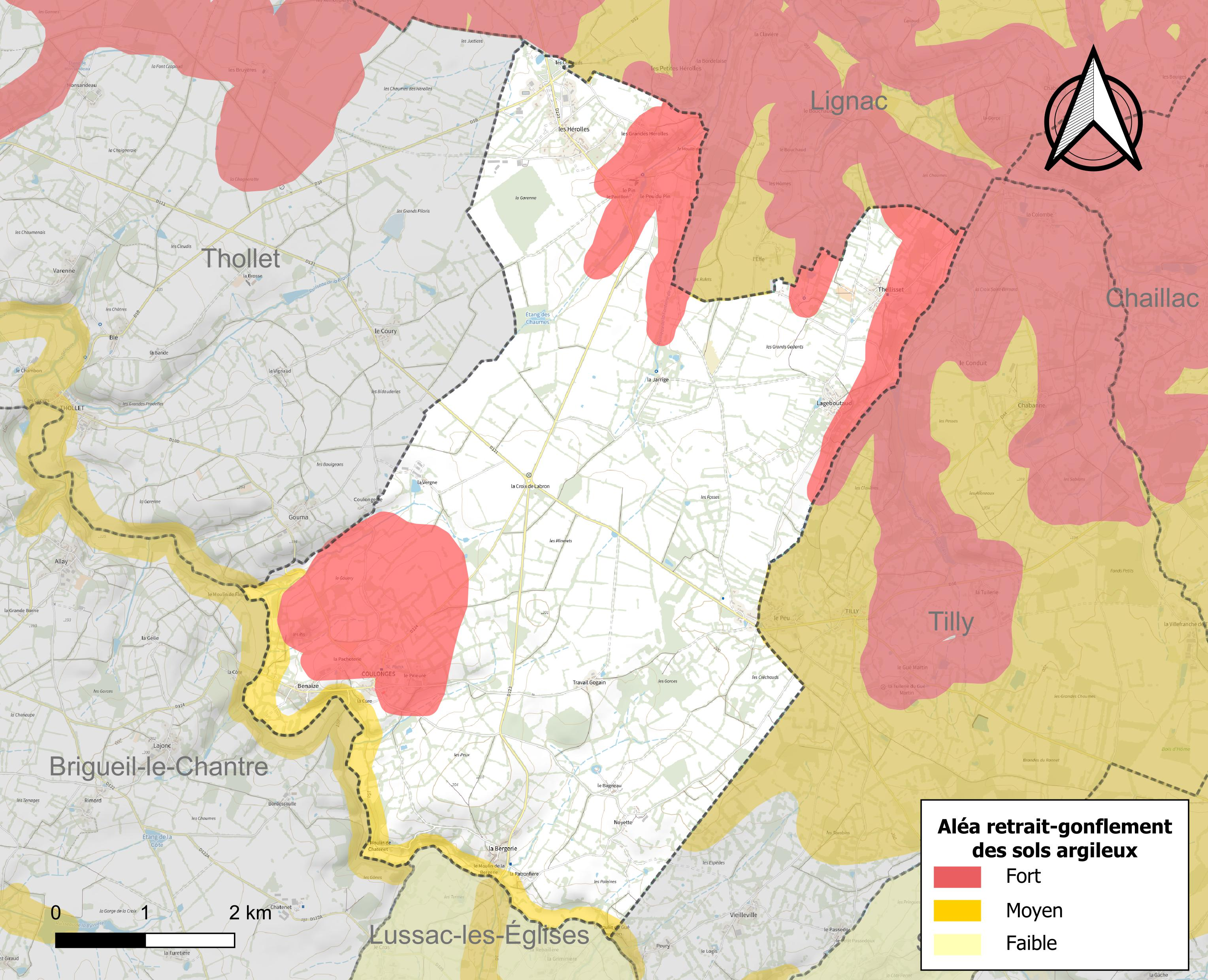
Carte des zones d'aléa retrait-gonflement des sols argileux de Coulonges.

Les mouvements de terrains susceptibles de se produire sur la commune sont des affaissements et effondrements liés aux cavités souterraines (hors mines) et des tassements différentiels. Afin de mieux appréhender le risque d’affaissement de terrain, un inventaire national permet de localiser les éventuelles cavités souterraines sur la commune. Le retrait-gonflement des sols argileux est susceptible d'engendrer des dommages importants aux bâtiments en cas d’alternance de périodes de sécheresse et de pluie. 22,4 % de la superficie communale est en aléa moyen ou fort (79,5 % au niveau départemental et 48,5 % au niveau national). Depuis le 1er octobre 2020, en application de la loi ÉLAN, différentes contraintes s'imposent aux vendeurs, maîtres d'ouvrages ou constructeurs de biens situés dans une zone classée en aléa moyen ou fort,.
La commune a été reconnue en état de catastrophe naturelle au titre des dommages causés par les inondations et coulées de boue survenues en 1982, 1999 et 2010, par la sécheresse en 2009, 2011, 2018 et 2019 et par des mouvements de terrain en 1999 et 2010.

#### Risque particulier
Dans plusieurs parties du territoire national, le radon, accumulé dans certains logements ou autres locaux, peut constituer une source significative d’exposition de la population aux rayonnements ionisants. Selon la classification de 2018, la commune de Coulonges est classée en zone 2, à savoir zone à potentiel radon faible mais sur lesquelles des facteurs géologiques particuliers peuvent faciliter le transfert du radon vers les bâtiments.

## Toponymie
Le nom du village proviendrait de "colungiis" qui est un mot dérivé du latin "colonica" qui signifie "terre sur laquelle est établi un colon".
Par un décret du 18 octobre 2023, la commune de Coulonges change de nom officiellement le 1er janvier 2024 et se voit ajouter le complément les-Hérolles (nom d'un hameau du nord de la commune) en devenant Coulonges-les-Hérolles.

## Politique et administration

### Liste des maires
| Période   | Période   | Identité         | Étiquette | Qualité |
| --------- | --------- | ---------------- | --------- | ------- |
| mars 2001 | mars 2008 | Danièle Leclercq |           |         |
| mars 2008 |           | Raymond Gallet   |           |         |

### Instances judiciaires et administratives
La commune relève du tribunal d'instance de Poitiers, du tribunal de grande instance de Poitiers, de la cour d'appel  Poitiers, du tribunal pour enfants de Poitiers, du conseil de prud'hommes de Poitiers, du tribunal de commerce de Poitiers, du tribunal administratif de Poitiers et de la cour administrative d'appel  de  Bordeaux, du tribunal des pensions de Poitiers, du tribunal des affaires de la Sécurité sociale de la Vienne, de la cour d’assises de la Vienne.

## Démographie
L'évolution du nombre d'habitants est connue à travers les recensements de la population effectués dans la commune depuis 1793. Pour les communes de moins de 10 000 habitants, une enquête de recensement portant sur toute la population est réalisée tous les cinq ans, les populations de référence des années intermédiaires étant quant à elles estimées par interpolation ou extrapolation. Pour la commune, le premier recensement exhaustif entrant dans le cadre du nouveau dispositif a été réalisé en 2005.

En 2022, la commune comptait 232 habitants, en évolution de −2,93 % par rapport à 2016 (Vienne : +0,6 %, France hors Mayotte : +2,11 %).
| 1793 | 1800 | 1806 | 1821 | 1831 | 1836 | 1841 | 1846 | 1851 |
| ---- | ---- | ---- | ---- | ---- | ---- | ---- | ---- | ---- |
| 621  | 426  | 360  | 372  | 692  | 721  | 708  | 770  | 785  |

| 1856 | 1861 | 1866 | 1872 | 1876 | 1881 | 1886 | 1891 | 1896 |
| ---- | ---- | ---- | ---- | ---- | ---- | ---- | ---- | ---- |
| 837  | 772  | 807  | 822  | 769  | 825  | 833  | 838  | 858  |

| 1901 | 1906 | 1911 | 1921 | 1926 | 1931 | 1936 | 1946 | 1954 |
| ---- | ---- | ---- | ---- | ---- | ---- | ---- | ---- | ---- |
| 872  | 870  | 834  | 697  | 680  | 653  | 648  | 639  | 547  |

| 1962 | 1968 | 1975 | 1982 | 1990 | 1999 | 2005 | 2006 | 2010 |
| ---- | ---- | ---- | ---- | ---- | ---- | ---- | ---- | ---- |
| 489  | 492  | 431  | 406  | 313  | 256  | 261  | 261  | 268  |

| 2015 | 2020 | 2022 | - | - | - | - | - | - |
| ---- | ---- | ---- | - | - | - | - | - | - |
| 244  | 234  | 232  | - | - | - | - | - | - |

La densité de population de la commune est de 14 hab./km2. Celle du département est  de 61 hab./km2. Elle est de 68 hab./km2 pour la région Poitou-Charentes et de 115 hab./km2 pour la France (INSEE- 2008).
Les dernières statistiques démographiques pour la commune ont été fixées en 2009 et publiées en 2012. Il ressort que la mairie administre une population totale de 269 personnes. À cela il faut soustraire les résidences secondaires (trois personnes) pour constater que la population permanente sur le territoire de la commune est de 266 habitants.
La répartition de la population par sexe, selon l'Insee, est de :
- en 1999 : 52,5 % d'hommes et 47,5 % de femmes.
- en 2005 : 52,1 % d'hommes et 47,9 % de femmes.

En 2005, selon l'Insee :
- Le nombre de célibataires était de : 27,5 %.
- Les couples mariés représentaient 54,1 % de la population.
- Le nombre de divorcés s'élevait à 5,2 %.
- Le nombre de veuves et veufs était de 13,3 % à Coulonges.

## Économie

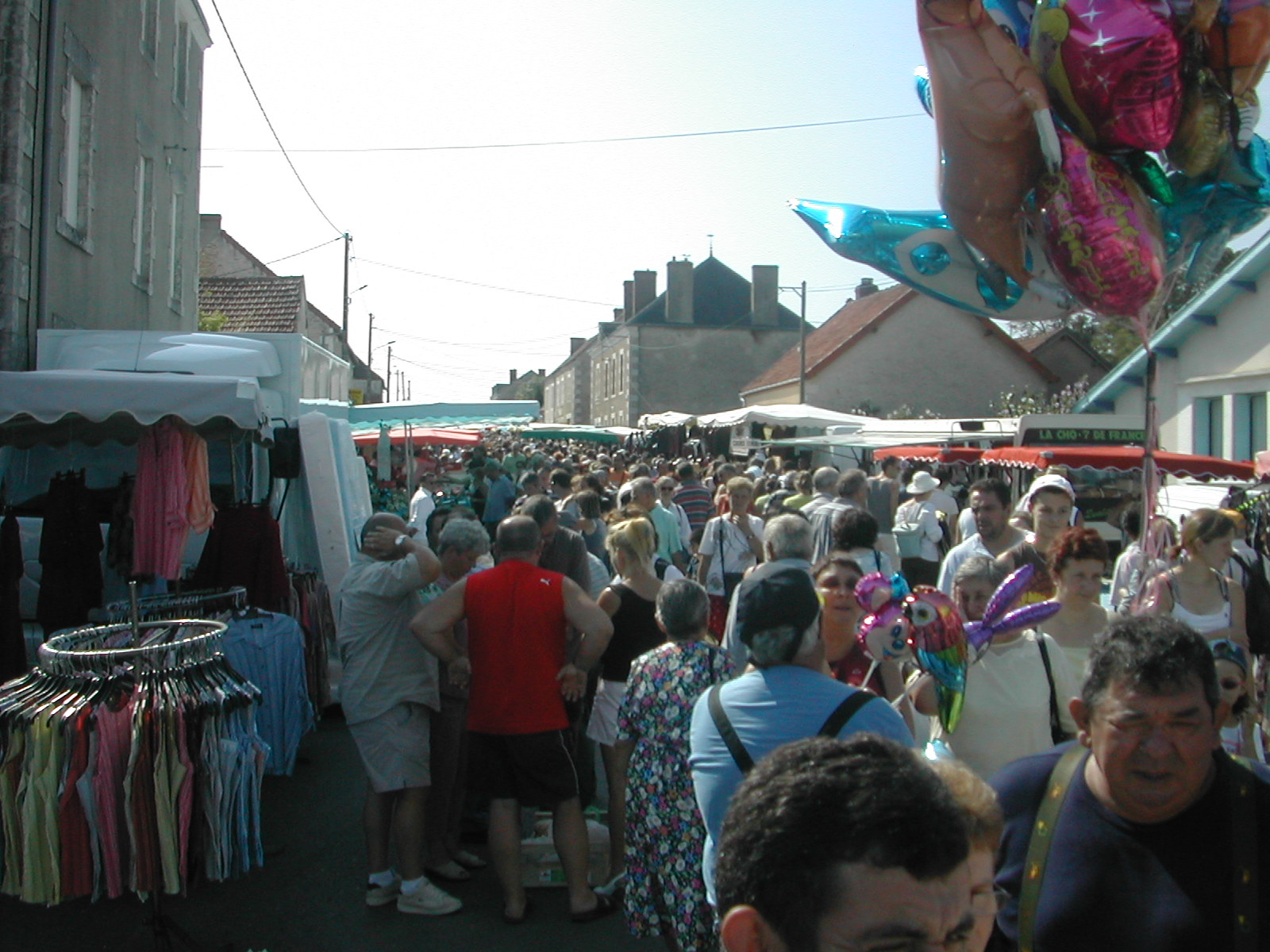
Jour de foire.

### Agriculture
Selon la direction régionale de l'Alimentation, de l'Agriculture et de la Forêt de Poitou-Charentes, il n'y a plus que quinze exploitations agricoles en 2010 contre 21 en 2000.
Les surfaces agricoles utilisées ont diminué et sont passées de 1 766 hectares en 2000 à 1 696 hectares en 2010.  14 % sont destinées à la culture des céréales (blé tendre, de l'orge et du maïs), 2 % pour les oléagineux, 38 % pour le fourrage et 43 % reste en herbes.
12 exploitations en 2010 (contre 17 en 2000) abritent un élevage de bovins (1 570 têtes en 2010 contre 1 489 en 2000). C’est un des troupeaux de bovins les plus importants de la Vienne qui rassemblent 48 000 têtes en 2011. 14 exploitations en 2010 (contre 20 en 2000) abritent un élevage très important d'ovins (4 441 têtes en 2010 contre 6 905 têtes en 2000). Cette évolution est conforme à la tendance globale du département de la Vienne. En effet, le troupeau d’ovins, exclusivement destiné à la production de viande, a diminué de 43,7 % de 1990 à 2007. L'élevage de volailles se maintient à un faible niveau : 174 têtes en 2000 répartis sur 5 fermes contre 131 têtes en 2010 répartis sur six fermes.

### Marchés et foires
Le hameau les Herolles est situé sur la commune de Coulonges, au carrefour de trois régions : Centre-Val de Loire, Limousin, Poitou-Charentes.
Le hameau  accueille tous les 29 du mois une très grande foire aux bestiaux. Sur 11 hectares, 400 exposants reçoivent entre 8 000 et 18 000 personnes selon les mois.
En 2007, l'accordéoniste Manu Blanchet remporte le premier prix du trophée Jean Ségurel de la chanson régionaliste grâce à la chanson En revenant des Herolles.

### Activité
Le taux d'activité était de 56,8 % en 2005 et 59,4 % en 1999.
Le taux de chômage en 2005 était de 10,8 % et en 1999, il était de 16,3 %.
Les retraités et les pré-retraités représentaient 45,6 % de la population en 2005 et 30,7 % en 1999.

## Culture locale et patrimoine

### Le moulin
Un barrage retient l'eau tandis qu'un bief en conduit une partie jusqu'à un barrage équipé de vannes mobiles permettant de libérer un courant plus rapide qui entraine la roue à aubes du moulin. De nombreux moulins à farine ou à foulon furent installés le long de la Benaize dès le Moyen Âge.

#### Le château du Pin
Le château du Pin dont le donjon est inscrit comme Monument Historique depuis 1979 et les logis, les communs et la terrasse depuis 2002.
Le donjon est une haute tour carrée située à l'arrière du logis. Il date du XIIIe siècle. Réaménagé au XVe siècle à des fins résidentielles, il est alors pourvus de cheminées, de fenètres rectangulaires et de coussièges. Le logis est de style classique. Datant du XVIIIe siècle, il est couvert de petites tuiles plates berrichonnes.

#### L'église de Coulonges
L'église Saint-Pierre-et-Saint-Paul est une ancienne église d'un prieuré qui dépendait de l'abbaye Saint-Augustin-lès-Limoges. Elle devient au XIXe siècle, après la période révolutionnaire, l'église paroissiale du village. Les autres dépendances du prieuré sont vendus comme Bien National durant cette période.
L'église, du XIIe siècle et du XVe siècle, est un bâtiment modeste et sobre. Elle est construite en moellons couverts d'enduit. Le plan est simple: il se compose d'une nef unique avec un chevet plat à triplet.
La nef était charpentée à l'origine et a reçu, par la suite, une voûte sur croisées d'ogives à l'époque gothique. Le clocher est couvert d'ardoises. Il est plus tardif. Le portail Nord est du XVe siècle. Il est en calcaire à grain fin facile à sculpter. Les moulures des pieds droits et l'accolade du linteau sont de style gothique. Le portail nord a été inscrit comme Monument Historique en 1937.

### Personnalités liées à la commune
- Évariste Jonchère (1892-1856) : sculpteur né à Coulonges, Grand Prix de Rome.

### Articles de Wikipédia
- Liste des communes de la Vienne
- Anciennes communes de la Vienne

## Sources